# جوناغاد
جوناغاد رمزها «JU» (بالإنجليزية: Junagadh)‏ ، هو تقسيم إداري لدولة الهند تتبع ولاية غوجارات (بالإنجليزية: Gujarat)‏ ، مركزها هو مدينة جوناغاد (بالإنجليزية: Junagadh)‏ عدد سكانها حسب تعداد سنة 2001 هو 2,448,427 ، مساحتها 8,839 كم² وكثافة السكان 277 لكل كم² .

## المناخ
يظهر الجدول التالي التغييرات المناخية على مدار السنة لجوناغاد:
| البيانات المناخية لـجوناغاد       | البيانات المناخية لـجوناغاد | البيانات المناخية لـجوناغاد | البيانات المناخية لـجوناغاد | البيانات المناخية لـجوناغاد | البيانات المناخية لـجوناغاد | البيانات المناخية لـجوناغاد | البيانات المناخية لـجوناغاد | البيانات المناخية لـجوناغاد | البيانات المناخية لـجوناغاد | البيانات المناخية لـجوناغاد | البيانات المناخية لـجوناغاد | البيانات المناخية لـجوناغاد | البيانات المناخية لـجوناغاد |
| الشهر                             | يناير                       | فبراير                      | مارس                        | أبريل                       | مايو                        | يونيو                       | يوليو                       | أغسطس                       | سبتمبر                      | أكتوبر                      | نوفمبر                      | ديسمبر                      | المعدل السنوي               |
| --------------------------------- | --------------------------- | --------------------------- | --------------------------- | --------------------------- | --------------------------- | --------------------------- | --------------------------- | --------------------------- | --------------------------- | --------------------------- | --------------------------- | --------------------------- | --------------------------- |
| متوسط درجة الحرارة الكبرى °م (°ف) | 27.2 (81.0)                 | 28.3 (82.9)                 | 31.4 (88.5)                 | 32.7 (90.9)                 | 33.4 (92.1)                 | 32.9 (91.2)                 | 30 (86)                     | 29.3 (84.7)                 | 30.1 (86.2)                 | 32.5 (90.5)                 | 31.6 (88.9)                 | 28.7 (83.7)                 | 30.7 (87.2)                 |
| متوسط درجة الحرارة الصغرى °م (°ف) | 13.1 (55.6)                 | 14.7 (58.5)                 | 18.1 (64.6)                 | 21.6 (70.9)                 | 25.2 (77.4)                 | 26.5 (79.7)                 | 25.7 (78.3)                 | 24.7 (76.5)                 | 23.9 (75.0)                 | 21.9 (71.4)                 | 18.3 (64.9)                 | 14.9 (58.8)                 | 20.7 (69.3)                 |
| الهطول مم (إنش)                   | 0 (0)                       | 0 (0)                       | 2 (0.1)                     | 1 (0.0)                     | 3 (0.1)                     | 118 (4.6)                   | 372 (14.6)                  | 191 (7.5)                   | 116 (4.6)                   | 19 (0.7)                    | 5 (0.2)                     | 1 (0.0)                     | 828 (32.4)                  |
| المصدر: Climate-Data.org          |                             |                             |                             |                             |                             |                             |                             |                             |                             |                             |                             |                             |                             |

## أعلام
- إتش بي غاندي
- محمد محبة خان الثالث
- ظهير أمباني
- بارفين بابي